# Christian Friedrich Hornschuch
Christian Friedrich Hornschuch ( 21 de agosto de 1793 Rodach, Baviera - 24 de diciembre de 1850, Greifswald) fue un profesor, botánico, pteridólogo, micólogo, y briólogo alemán.
En 1808, fue aprendiz en una farmacia de Hildburghausen. En 1813, se muda a Ratisbona para ser asistente del botánico David Heinrich Hoppe (1760-1846), para más tarde trabajar como asistente de Heinrich Christian Funck (1771-1839) en Gefrees, donde investiga los musgos Bryopsida nativos de Fichtelgebirge.
En 1816 acompañó a Hoppe a una expedición botánica en las costas del Adriático, y luego de una parada en Coburg (1817), ambos continúan sus estudios en el Tirol y en Carintia. Luego trabajó como "demostrador botánico" en la Universidad de Greifswald, y por un periodo estudió con Carl Adolph Agardh (1785-1859) en la Universidad de Lund.
En 1820, obtuvo el profesorado asociado de Historia natural y de botánica, y director de los Jardines botánicos en la Universidad de Greifswald; y en 1827, ya es "profesor titular".

## Algunas publicaciones
Hornschuch se especializó en el campo de la briología, y junto con el botánico Christian Gottfried Daniel Nees von Esenbeck (1776-1858) y con el grabador Jacob Sturm (1771-1748), fue coautor de Bryologia Germanica (1823-1831) . Tradujo obras en danés y en sueco, y autor de las siguientes publicaciones:
- Tagebuch auf einer Reise nach den Küsten des adriatischen Meeres (Diario de Viajes a las Costas del Adriático), 1818
- De Voitia et Systolio: novis muscorum frondosorum generibus. 1818. 22 pp. en línea
- Einige Beobachtungen über die Entstehung und Metamorphose der niederen vegetabilischen Organismen (Algunas Observaciones sobre la Formación y Metamorfismo de Organismos Vegetabes Inferiores). En: Flora (1819)
- Horae physicae Berolinensis: collectae ex symbolis virorum doctorum. 1820. Con Christian Gottfried Nees von Esenbeck, Heinrich Friedrich Link, Friedrich Otto, Ludolf Adelbert von Chamisso, Karl Asmund Rudolphi, Diedrich Franz Leonhard von Schlechtendal, Johann Christoph Friedrich Klug. 123 pp.

- La abreviatura «Hornsch.» se emplea para indicar a Christian Friedrich Hornschuch como autoridad en la descripción y clasificación científica de los vegetales.[1]